# Gran Premio de Moscú
El Gran Premio de Moscú (oficialmente:Grand Prix of Moscow), es una carrera ciclista profesional rusa disputada en Moscú y sus alrededores, en el mes de mayo.
Creada en 2003 como carrera limitada a corredores sub-23 en la categoría 1.7.1, desde la creación de los Circuitos Continentales UCI en 2005 forma parte del UCI Europe Tour, dentro de la categoría 1.2 (última categoría del profesionalismo y ya sin limitación de edad). 

## Palmarés
| Año  | Ganador              | Segundo             | Tercero                      |
| ---- | -------------------- | ------------------- | ---------------------------- |
| 2003 | Valeriy Dmitriyev    |                     |                              |
| 2004 | Roman Paramonov      | Yuri Trofímov       | Iwan Wassiljewitsch Seledkow |
| 2005 | Aleksei Shmidt       | Alexandr Jatuntsev  | Serguéi Kolésnikov           |
| 2006 | Alexandr Jatuntsev   | Yuri Trofímov       | Serguéi Kolésnikov           |
| 2007 | Roman Klimov         | Vitaliy Kondrut     | Andréi Kliuyev               |
| 2008 | Oļegs Meļehs         | Timoféi Kritski     | Anatoliy Yugov               |
| 2009 | Alexandr Jatuntsev   | Alexander Budaragin | Eric Baumann                 |
| 2010 | Esad Hasanović       | Valeri Valynin      | Antón Vorobiov               |
| 2011 | Oleksandr Martynenko | Alekséi Tsatevich   | Aleksandr Serebriakov        |
| 2012 | Vitali Popkov        | Aleksandr Mirónov   | Ivan Stévic                  |
| 2013 | Iván Kovaliov        | Leonid Krasnov      | Oleksandr Martynenko         |
| 2014 | Leonid Krasnov       | Andri Kulyk         | Andris Smirnovs              |
| 2015 | Siarhei Papok        | Iván Savitski       | Dzmitry Zhyhunou             |

## Palmarés por países
| País        | Victorias |
| ----------- | --------- |
| Rusia       | 7         |
| Ucrania     | 2         |
| Bielorrusia | 1         |
| Letonia     | 1         |
| Serbia      | 1         |